# Carlos María Larghero
Carlos María José Larghero Vignolo (Montevideo, Uruguay, 7 de abril de 1898 - Montevideo, Uruguay, 7 de julio de 1977), fue un magistrado uruguayo, quien se desempeñó como miembro del Tribunal de lo Contencioso Administrativo entre 1952 -año de su creación- y 1957. También integró como vocal el Consejo Directivo del SODRE entre 1967 y 1968.

## Primeros años
Nació en Montevideo el 7 de abril de 1898,hijo de José Larghero Bonino (fallecido en 1931)y de María Concepción Vignolo, (fallecida en 1959), ambos uruguayos. 
Cursó estudios en la Facultad de Derecho de la Universidad de la República, obteniendo el título de abogado en 1925.

## Juez Letrado en el interior
En diciembre de 1929 ingresó a la carrera judicial al ser nombrado Juez Letrado de Tacuarembó.
En septiembre de 1932 pasó a cumplir funciones como Juez Letrado en Cerro Largoy en abril de 1933 fue nuevamente trasladado al Juzgado Letrado de Florida.

## Juez Letrado en la capital
En junio de 1938 ascendió a cumplir funciones en Montevideo, inicialmente como Juez Letrado de Instrucción de Segundo Turno.
En noviembre de 1938 fue designado Juez Letrado Nacional de Hacienda y de lo Contencioso Administrativo de Segundo Turno.

## Tribunal de Apelaciones
En agosto de 1945 fue ascendido a ministro del Tribunal de Apelaciones de Tercer Turno-que a partir de 1950 pasaría a denominarse Tribunal de Apelaciones en lo Civil de Tercer Turno- cuerpo que integró durante más de seis años.

## Tribunal de lo Contencioso Administrativo
El 14 de febrero de 1952 la Asamblea General lo eligió, junto a Fermín Garicoits, a Eliseo Bordoni Posse, a Raúl Moretti, y a Roberto Zubillaga, como ministros del primer Tribunal de lo Contencioso Administrativo, órgano jurisdiccional que acababa de ser creado por la nueva Constitución de 1952. Al día siguiente, junto a sus colegas, declararon constituido el Tribunal.
Ocupó la Presidencia del TCA durante el año 1954.
Hubiera podido permanecer en su cargo hasta completar el plazo máximo constitucional de diez años en el mismo, pero se retiró en setiembre de 1957 al acogerse a la jubilación, junto a Garicoits,produciendo las dos primeras vacantes en el TCA desde su creación. 
Las mismas permanecieron sin ser ocupadas durante más de cuatro años, hasta que en febrero de 1962, al cesar también Bordoni Posse, Moretti y Zubillaga y quedar el Tribunal completamente desintegrado, la Asamblea General designó finalmente su nueva integración, compuesta por Alberto Sánchez Rogé, José María Piñeyro, Carlos Durán Rubio, José María França y Juan Carlos Nario.

## Consejo Directivo del SODRE y otras actividades
En marzo de 1964 fue incluido entre los miembros de una Comisión Nacional encargada de auspiciar los actos conmemorativos del bicentenario del nacimiento de José Gervasio Artigas.
En setiembre de 1965 integró como representante del Poder Ejecutivo un Tribunal de Conciliación en un conflicto planteado entre la empresa FUNSA y su personal.
En 1966 fue integrante de la delegación uruguaya al XXI Período Ordinario de sesiones de la Asamblea General de la Organización de las Naciones Unidas.
En abril de 1967 fue nombrado integrante de una Comisión Asesora para proyectar el estatuto del funcionario policial.
En mayo de 1967 fue designado por el gobierno de Oscar Gestido como vocal del Consejo Directivo del SODRE.Sin embargo, tras fallecer Gestido, en marzo de 1968 el nuevo presidente Jorge Pacheco Areco solicitó venia a la Cámara de Senadores para la destitución de Larghero y los demás integrantes de dicho Consejo,quienes acabaron renunciando a sus cargos en diciembre de 1968.

## Fallecimiento
Carlos María Larghero falleció en Montevideo el 7 de julio de 1977, a los 79 años de edad.